# Karel Buchta
Karel Buchta (* 20. Oktober 1897; † 21. Februar 1959) war ein tschechoslowakischer Skisportler.
Buchta war bei den Olympischen Winterspielen 1924 als Soldat Kapitän der tschechoslowakischen Mannschaft beim Militärpatrouillenlauf und erzielte zusammen mit Josef Bím, Jan Mittlöhner und Bohuslav Josífek den vierten Platz.